# Renealmia bracteata
Renealmia bracteata är en enhjärtbladig växtart som beskrevs av De Wild. och Théophile Alexis Durand. Renealmia bracteata ingår i släktet Renealmia och familjen Zingiberaceae. Inga underarter finns listade i Catalogue of Life.